# Facundo (nombre)
Facundo es un nombre propio masculino de origen latino en su variante en español. Su significado es El elocuente. 
Debe su difusión como nombre de bautismo en España al culto a San Facundo. Fue nombre frecuente en el reino castellanoleonés durante la Edad Media.
En tiempos modernos, conserva vigencia en Argentina, Paraguay, Uruguay y Colombia, posiblemente por influencia del caudillo Juan Facundo Quiroga, o bien por la obra homónima de Domingo Faustino Sarmiento.

## Santoral
- 27 de noviembre: San Facundo